# Paracechorismenus
Paracechorismenus är ett släkte av tvåvingar. Paracechorismenus ingår i familjen vapenflugor.
Kladogram enligt Catalogue of Life:
| Paracechorismenus | \| \| Paracechorismenus albipes \| \| \| \| \| \| Paracechorismenus femoratus \| \| \| \| \| \| Paracechorismenus guamae \| \| \| \| \| \| Paracechorismenus infurcatus \| \| \| \| \| \| Paracechorismenus intermedius \| \| \| \| |
|                   | \| \| Paracechorismenus albipes \| \| \| \| \| \| Paracechorismenus femoratus \| \| \| \| \| \| Paracechorismenus guamae \| \| \| \| \| \| Paracechorismenus infurcatus \| \| \| \| \| \| Paracechorismenus intermedius \| \| \| \| |
|                   | Paracechorismenus albipes |
|                   | |
|                   | Paracechorismenus femoratus |
|                   | |
|                   | Paracechorismenus guamae |
|                   | |
|                   | Paracechorismenus infurcatus |
|                   | |
|                   | Paracechorismenus intermedius |
|                   | |